# Río Makarora
El río Makarora se encuentra en la región de Otago de la Isla Sur de Nueva Zelanda.

## Geografía
La cabecera se encuentra en el parque nacional del Monte Aspiring, en los flancos orientales de los Alpes del Sur, cerca del paso de Haast, que es un collado  entre los valles de los ríos Makarora y Haast. El río Makarora desemboca en el extremo norte del lago Wānaka tras pasar por la pequeña comunidad de Makarora. En el río se practica la pesca recreativa, la navegación en lancha y el kayak. Las truchas arco iris y marrones suben desde el lago Wānaka hasta el río y sus afluentes para desovar, principalmente en otoño e invierno.

## Deslizamiento de tierra
En septiembre de 2007, un deslizamiento de tierra en el valle del río Young bloqueó el arroyo correspondiente. El río Young es un afluente del río Makarora. El deslizamiento de tierra creó un nuevo lago. El lago parece ser permanente.

## Turismo
La carretera estatal 6 sigue el río Makarora durante la mayor parte de su recorrido desde el sur del paso de Haast.  Una popular y corta excursión a pie lleva a su confluencia con el río Blue, en las llamadas Blue Pools.  El camping Cameron Flat es un cómodo lugar de acampada con un refugio para cocinar y baños directamente desde la carretera estatal 6. 

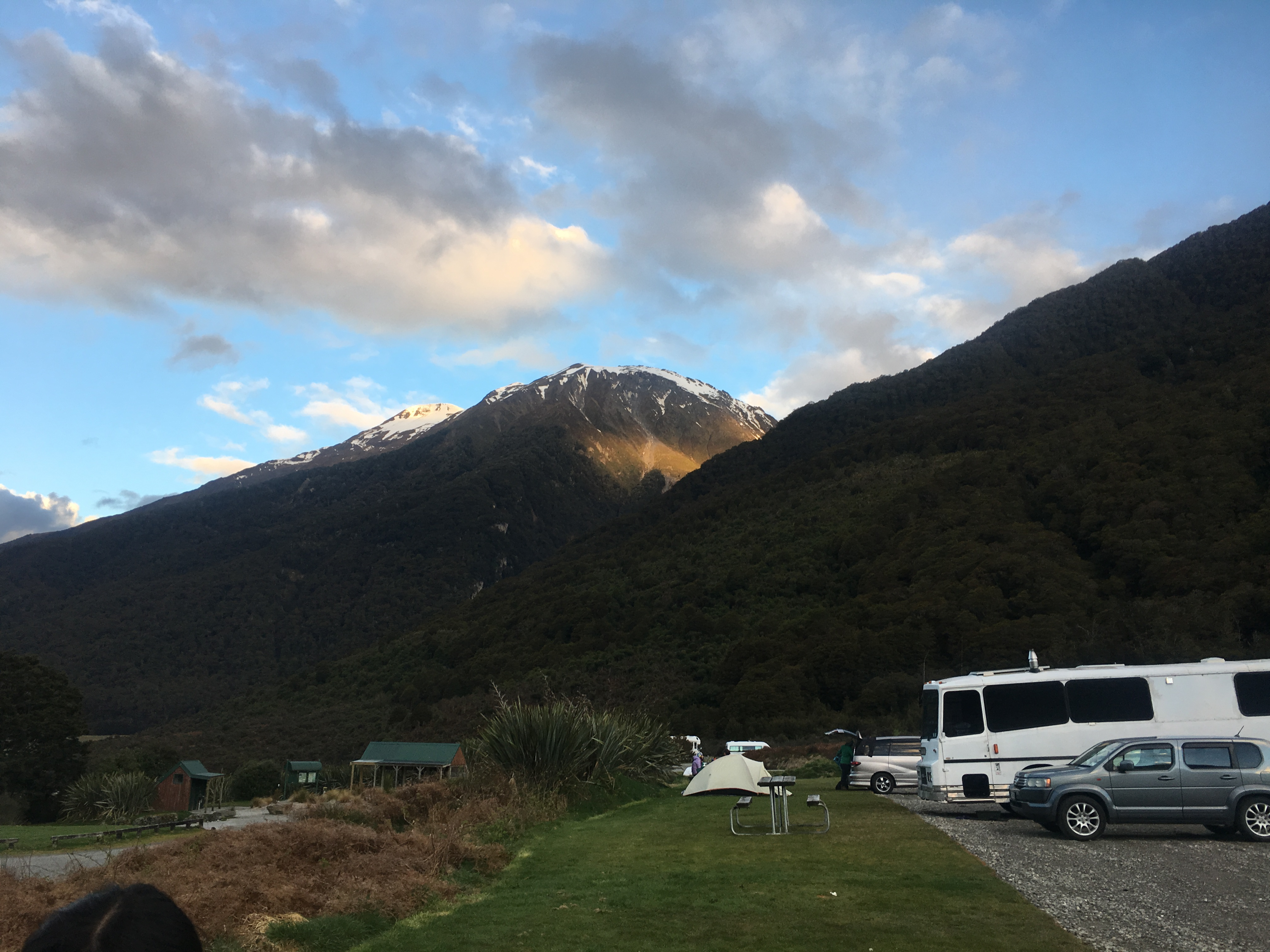
Campamento Cameron Flat

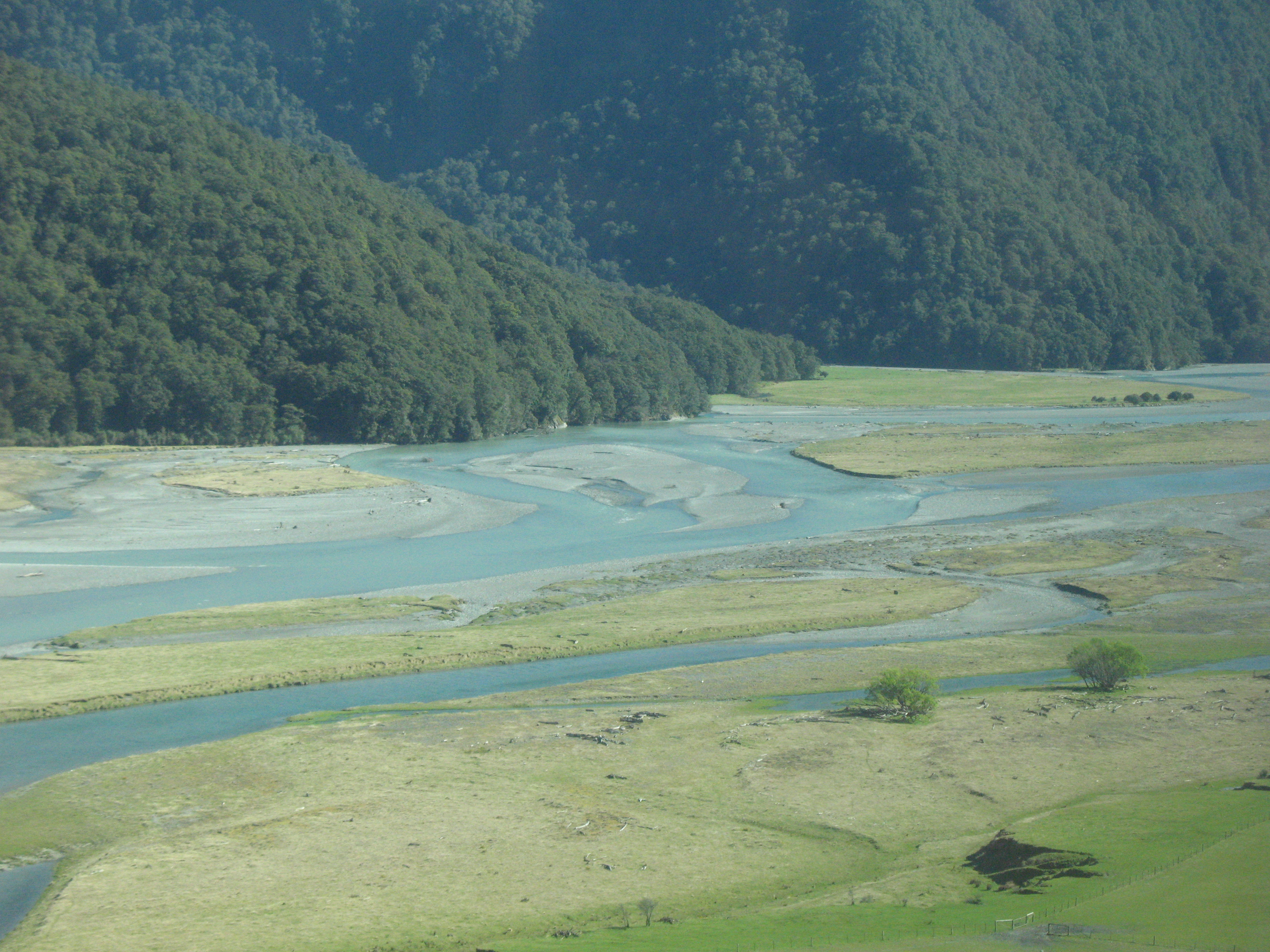
El río Makarora cerca del municipio de West Makarora.